# 稲葉明徳
稲葉 明徳（いなば あきのり、1961年1月7日 - ）は日本の篳篥奏者、和楽器奏者、作曲家、音楽家。東京都大田区出身。

## 略歴
幼少より篠笛、和太鼓、篳篥、ドラム等を始め、1972年11歳より宮内庁の東儀兼彦(宮内庁式部職楽部主席楽長)に師事。1978年に日本雅楽会へ入会し1979年18歳で東京楽所に入る。
以後多忠麿の下 国立劇場を中心に雅楽公演、武満徹の秋庭歌や敦煌文書（パリオ蒐集-パリ国立図者館蔵）の古譜による再興初演（1982）をはじめとする音楽公演、聲明公演、CD制作等に参加。

1994年12月の多忠麿の没後、1996年に独立。以後日本音楽集団等に所属し篳篥だけでなく他国のリード楽器や世界の珍しい楽器、太平簫（テピョンソ）葫蘆絲（フルス）巴烏（バーウー）等も研究。1998年に北京の中国音楽学院へ、1999年には中央音楽学院へ短期留学、胡志厚等の教えを受け、管子（グァンズ）や哨吶(スオナ) を習得。
正倉院復元楽器を用いた劉宏軍の「天平楽府」、野村万之丞 (5世)(八世野村万蔵)の「真伎楽」「大田楽」、九世野村万蔵と南原清隆のコラボ「 現代狂言」、デーモン閣下「邦楽維新」、怪談狂言「耳なし邦一」、松坂慶子「天守物語」、森田剛の「鉈切り丸」、市川染五郎、中村勘九郎の「阿弖流為」等の舞台で作曲や演奏にて参加する。
ソリストとして、NHK大河ドラマ『太平記（1991）』『花の乱（1994）』『北条時宗（2001）』や、三枝成彰の『ヤマトタケル（1989~1998）』『太鼓協奏曲（2000～）』、冨田勲の『源氏物語絵巻（2000）』冨田勲の『源氏物語絵巻（2000）』市川團十郎、新之助（現 海老蔵）の千年絵巻ライブ『世界劇源氏物語（2000）『題名のない音楽会』ゲーム『鬼武者』『刀剣乱舞オーケストラコンサート（2018　2022）』、宮本亜門演出髙橋大輔主演アイスショー『氷艶ー月光かりの如く』等で多くのオーケストラと共演。
映像では黒澤明『夢（1990）』 NHKスペシャルドラマ『聖徳太子（2001）』『大化の改新（2005）』『母恋いの記(2008)』 NHK大河ドラマ『義経（2005）』『平清盛（2012）』『八重の桜（2013）』『軍師官兵衛（2014）』『真田丸（2016）』『おんな城主直虎（2017）』『西郷どん(2018) 』『麒麟がくる（2020）』『どうする家康（2023）』『光る君へ（2024）』大河ファンタジー『精霊の守り人I・II（2016）』『いいね光源氏くんI・II（2020 2021）』『BS TBS『日本遺産』等の音楽に参加。
スタジオミュージシャンとしてはDisney Music初の和楽器アルバム『和楽器Disney Music Selection』の和楽器プロデューサーを務め、『100分de名著』とんねるず『矢島美容室』元ちとせ『恵みの雨』ゲーム『ウマ娘』フジTV『SMAP×SMAP』『NHK紅白歌合戦』TBS系アニメ『うらら迷路帖』HYDE『NOSTAL GIC』GIPANG、その他歌謡曲、ポップス、演歌 TVCM等多数参加
作曲家としては朝日放送の正倉院DVD、京都御所DVD、『精霊の守り人』、その他NHKをはじめ数多くのメディアに楽曲提供している。
近年では大河ドラマ『光る君へ（2024）』にて雅楽指導。北野武監督の映画『首（2024）』では笛や篳篥を　佐藤嗣麻子監督の『陰陽師0（2024）』では雅楽指導や笛、和琴、楽琵琶等で劇中音楽を担当。

## NHK大河ドラマ関連作品
- 太平記 -（1991年）
- 花の乱 -（1994年）
- 北条時宗 -（2001年）
- 義経 -（2005年）笛指導/和楽器指導。[2]
- 平清盛 -（2012年）雅楽/龍笛指導。
- 大河ファンタジー 精霊の守り人 -（2016年）夏至祭音楽。

- おんな城主 直虎 -（2017年）笛指導。
- 光る君へ -（2024年）雅楽指導。

## 舞台関連作品
- 現代狂言（九世野村万蔵・南原清隆）に音楽家として参加。
- 「萬狂言本公演」「ファミリー狂言会」にて「狂言たいそう」作曲
- 「～朗読楽～ 天守物語」に出演。[4]
- シネマ歌舞伎「阿弖流為」に音楽家として出演。
- いのうえシェイクスピア『鉈切り丸』に音楽家として出演。[5]
- 松坂慶子主演の朗読劇「天守物語」に音楽家として出演。[6]
- 中村中主演の「牡丹燈籠」に音楽家として出演。[7]
- 野村万蔵×FLOWERS BY NAKED 大田楽『大桜彩』にて音楽を担当、出演。[8]

## ゲーム・アニメ関連
- 鬼武者にて篳篥を演奏。
- どろろ（アマゾンプライムビデオ）にて篳篥、笛を演奏。

## コンサート関連
- 三枝 成彰 太鼓協奏曲に出演。早稲田大学交響楽団と共にベルリン・フィルハーモニック・ホールにソリストとして出演。[9]
- 三枝 成彰 オラトリオ ヤマトタケルに出演。
- 愛 地球博-富田勲 源氏物語絵巻十二支に出演。[10]
- 刀剣乱舞宴奏会のソリストとして出演。[11]
- サム・リー＆フレンズ with 雅楽。サム・リー、東野珠実と共演。[12]
- デーモン閣下の邦楽維新Collaborationに出演。

- 京都国立博物館 蒔絵展

音蒔会（おとまきえ）～蒔絵に聴く 輝きの系譜～

## 参加コンテンツ作品
- 富田勲 源氏物語幻想交響絵巻 / The Tale Of Genji, Symphonic Fantasy, Ultimate Editionに参加。
- 三枝 成彰 太鼓協奏曲に参加。
- 三枝 成彰 ヤマトタケルに参加。
- デーモン閣下のソロアルバム「うただま」に参加。「君が代」「千秋楽」の作曲、編曲を担当。[15]
- 藤原道山CD 響
- 神々のしらべ【大人気『日本の神様カード』のCD版】神々のしらべ-日本の神様と言霊-Ikuko/dp/B002A99DHU
- 中村中×牡丹燈籠 [DVD]
- 矢島美容室* – おかゆいところはございませんか?（とんねるず）
- あけの雲わけ CD
- 大河ドラマ平清盛 サウンドトラック
- 大河ドラマ 北条 時宗 サウンドトラック
- 朝日放送 「正倉院」DVD
- 朝日放送「京都御所」DVD

和楽器ディズニーミュージックセレクション

## 雅楽CD作品
- 篳篥唱歌 全三巻-唱歌と解説 東儀兼彦[17]
- 篳篥唱歌 四・五巻 高麗楽-唱歌 東儀兼彦[18]
- 篳篥蘆舌製作DVD-指導 東儀兼彦[19]
- 鳳笙唱歌 全三巻-唱歌 多忠麿[20]
- 東京楽 雅楽の世界・上 下[Gagaku 1][21]